# За Реюньон (политическая партия)
«За Реюньон» (фр. Pour La Réunion, PLR) — левая политическая партия в Реюньоне, заморском департаменте Франции. Лидер — Югетт Белло.

## История
Партия была основана в 2012 году после раскола с Коммунистической партией Реюньона. Они поддержали Жана-Люка Меланшона на президентских выборах во Франции в 2017 году.
Партия была частью левых альянсов Новый экологический и социальный народный союз на выборах в законодательный орган Франции 2022 года и Новый народный фронт на выборах в законодательный орган Франции 2024 года.
В 2023 году движение насчитывало около 1100 членов.

## Идеология
«За Реюньон» — социалистическая партия, которая идентифицирует себя как постмарксистская.

## Лидерство
Партию возглавляет Югетт Белло.

## Избранные представители
- Карин Лебон, член французского парламента
- Фредерик Майо, член французского парламента[5]